# Live at the Roxy (album de Bob Marley and the Wailers)
Pour les articles homonymes, voir Live at the Roxy.
Albums de Bob Marley and the Wailers
Talkin' Blues
(1991) Live Forever
(2011)
Live at the Roxy est un double album live de Bob Marley and the Wailers sorti en 2003. Il contient l'intégralité du concert donné au Roxy Theatre de Los Angeles lors du Rastaman Vibration Tour. Beaucoup de fans considèrent ce concert comme le meilleur de Bob Marley. Celui-ci fut mis au courant avant de monter sur scène que Bob Dylan, qu'il admirait, était dans le public. Il faut dire que le son de cet album est excellent et que l’on entend parfaitement chaque instrument et chaque voix des I Threes, ce qui n’était pas toujours le cas dans les autres Live. Et puis on y entend le public manifester sa joie et participer avec enthousiasme à ce concert mémorable.

## Titres
Disque 1
1. Introduction (Tony Garnett)
2. Trenchtown Rock (Marley)
3. Burnin' and Lootin' (Marley)
4. Them Belly Full (But We Hungry)'(Marley, crédité Lecon Cogill/Carlton Barrett)
5. Rebel Music (3 o'Clock Road Block) (Marley, crédité Aston Barrett/Hugh Peart)
6. I Shot The Sheriff (Marley)
7. Want More (Bob Marley, crédité Aston Barrett)
8. No Woman No Cry (Marley, crédité Vincent Ford)
9. Lively Up Yourself (Marley)
10. Roots, Rock, Reggae (Bob Marley, crédité Vincent Ford)
11. Rat Race (Bob Marley, crédité Rita Marley)

Disque 2 (rappels)
1. Positive Vibration (Bob Marley, crédité Vincent Ford)
2. Get Up Stand Up/No More Trouble/War (Marley/Tosh/Haile Selassie)

## Musiciens
- Voix, guitare - Bob Marley
- Voix - I Threes (Rita Marley, Judy Mowatt, Marcia Griffiths)
- Basse - Aston « Family Man » Barrett
- Batterie - Carlton « Carlie » Barrett
- Guitare - Earl « Chinna » Smith, Donald Kinsey
- Clavier - Earl « Wire » Lindo, Tyrone Downie
- Percussions - Alvin « Seeco » Patterson